# Jean-Michel Huon de Kermadec
Jean-Michel Huon de Kermadec (ur. 1748 w Breście, zm. 1793 na Nowej Kaledonii) – bretoński nawigator, podróżnik i odkrywca. We wrześniu 1791 roku został wytypowany na dowódcę statku L'esperance wyruszającego, w ramach ekspedycji Antoine’a Bruni d’Entrecasteaux, na poszukiwanie zaginionej wyprawy Jeana-François de La Pérouse. Ekspedycja przebadała wybrzeża wschodniej Australii i południowy Pacyfik. Wyspa Kermadec, położona na północny wschód od Nowej Zelandii nosi jego imię, podobnie jak miejscowość Huonville, dolina i rzeka na Tasmanii oraz półwysep i zatoka na Nowej Gwinei. Jego imię nosi też kilka roślin, jak „sosna Huona” (Lagarostrobos franklinii) na Tasmanii, Protea kermadecia z Nowej Kaledonii, a także Metrosideros kermadecensis na wyspie Kermadec.
Pochodził z rodziny o głębokich żeglarskich korzeniach. Jego przodkowie tradycyjnie służyli w Marine Royale. W roku 1786 Huon de Kermadec pożeglował do Chin na pokładzie fregaty Resolution, pod dowództwem kawalera d’Entrecasteaux.
Służąc pod tym samym dowódcą – lecz już jako niezależny dowódca okrętu – wziął udział w poszukiwaniach zaginionej w roku 1788 wyprawy odkrywczej La Pérouse'a. Fregaty L'esperance i Recherche Bruni'ego opuściły Brest we wrześniu 1791 roku. W grudniu 1792 dotarły do zachodnich wybrzeży Australii na wysokości przylądka Leeuwin, gdzie wpadły w silną burzę, która rozproszyła jednostki i pognała je na wschód. I podczas gdy d’Entrecasteaux trafił na archipelag, który nazwał Archipelagiem Recherche, Huon de Kermadec znalazł schronienie w jakiejś zatoce, którą również ochrzcił imieniem swego statku – Esperance (lokalizacja tych miejsc, wobec śmierci obu dowódców, jest dziś niemożliwa).
Wiosną następnego roku oba okręty odnalazły się i pożeglowały razem do Tasmanii. W czasie tej podróży wśród załóg zapanował szkorbut, którego ofiarą padł również Huon de Kermadec, zmarły w maju 1793 roku, krótko po zakotwiczeniu L'esperance w Zatoce Balade na Nowej Kaledonii. Kawaler d’Entrecasteaux podzielił jego los w drodze do Batawii.
Żaden z okrętów ekspedycji nie wrócił do Francji. Oba zostały zarekwirowane przez Holendrów w październiku 1793 roku, po wybuchu wojny między tymi dwoma państwami.